# Alan Kupperberg
Alan Kupperberg, né le 18 mai 1953 à New York, dans le quartier de Brooklyn et mort le 16 juillet 2015, est un dessinateur de comics américain.

## Biographie
Après des études à la High School of Art and Design à Manhattan, il est engagé comme assistant de production en 1971 chez DC Comics. Il est ensuite engagé par Wally Wood pour l'aider sur les séries Sally Forth et Cannon. En 1973, il commence à travailler pour  Seabord Comics mais cette maison d'édition fait rapidement faillite. Kupperberg va alors travailler pour la division anglaise de Marvel Comics puis en 1977 pour la maison mère où il dessinera des épisodes de The Amazing Spider-Man, Iron Man, Thor, etc. Plus tard il retourne chez DC sur des séries telles que Justice League of America, Warlord ou Blue Devil. Il est aussi à l'origine de la première mini-série de l'histoire des comics :  The World of Krypton  dessiné par Howard Chaykin et Murphy Anderson. Dans les années 1990, il travaille dans l'animation. Il meurt le 16 juillet 2015 d'un cancer du thymus.